# Großsteingrab Grumfeld West
Das Großsteingrab Grumfeld West ist eine neolithische Ganggrabkombination mit der Sprockhoff-Nr. 895. Sie entstand zwischen 3500 und 2800 v. Chr. in zwei Phasen als eine Megalithanlage der Trichterbecherkultur (TBK). Das Ganggrab ist eine Bauform jungsteinzeitlicher Megalithanlagen, die aus einer Kammer und einem baulich abgesetzten, lateralen Gang besteht. Diese Form ist primär in Dänemark, Deutschland und Skandinavien, sowie vereinzelt in Frankreich und den Niederlanden zu finden.

## Lage
Das Großsteingrab liegt als Station 8 am „Archäologischen Wanderweg Giersfeld“ in den Fürstenauer Bergen, nördlich von Ueffeln nahe der L 70 in der Gemeinde Ankum im Landkreis Osnabrück in Niedersachsen. Die Anlage auf dem Gelände eines Golfplatzes liegt an der Straße der Megalithkultur.

## Beschreibung
Die Nordost-Südwest orientierte Anlage besteht aus zwei Kammern, in zwei ursprünglich getrennten, später vereinten Einfassungen von letztlich 32,5 Meter Länge. Die eine war oval, die andere rechteckig, so dass die vereinte Einfassung unterschiedliche Enden hat. Die westliche doppel-trapezoide Kammer hatte zehn Decksteine und ist auch was die Tragsteine betrifft fast vollständig. Sie ist etwa 17 Meter lang und hat eine mittlere Breite von etwa 2,5 Meter. In ihrem Bereich befindet sich außermittig ein nach Süden orientierter Gang, was für die Emsländische Kammern typisch ist. Die östliche rechteckige und schmalere Kammer ist durch eine freie Zone von der westlichen getrennt. Ihre Decksteine fehlen zur Hälfte oder sind wie die meisten Tragsteine noch im Erdhügel enthalten.
Das Großsteingrab wurde komplett freigelegt und begehbar sowie erlebbar gemacht. Am 11. Mai 2015, dem Tag der Europäischen Megalithkultur, eröffnete der niedersächsische Landesarchäologe Henning Haßmann die Grabanlage.